# 大野町 (石川県)

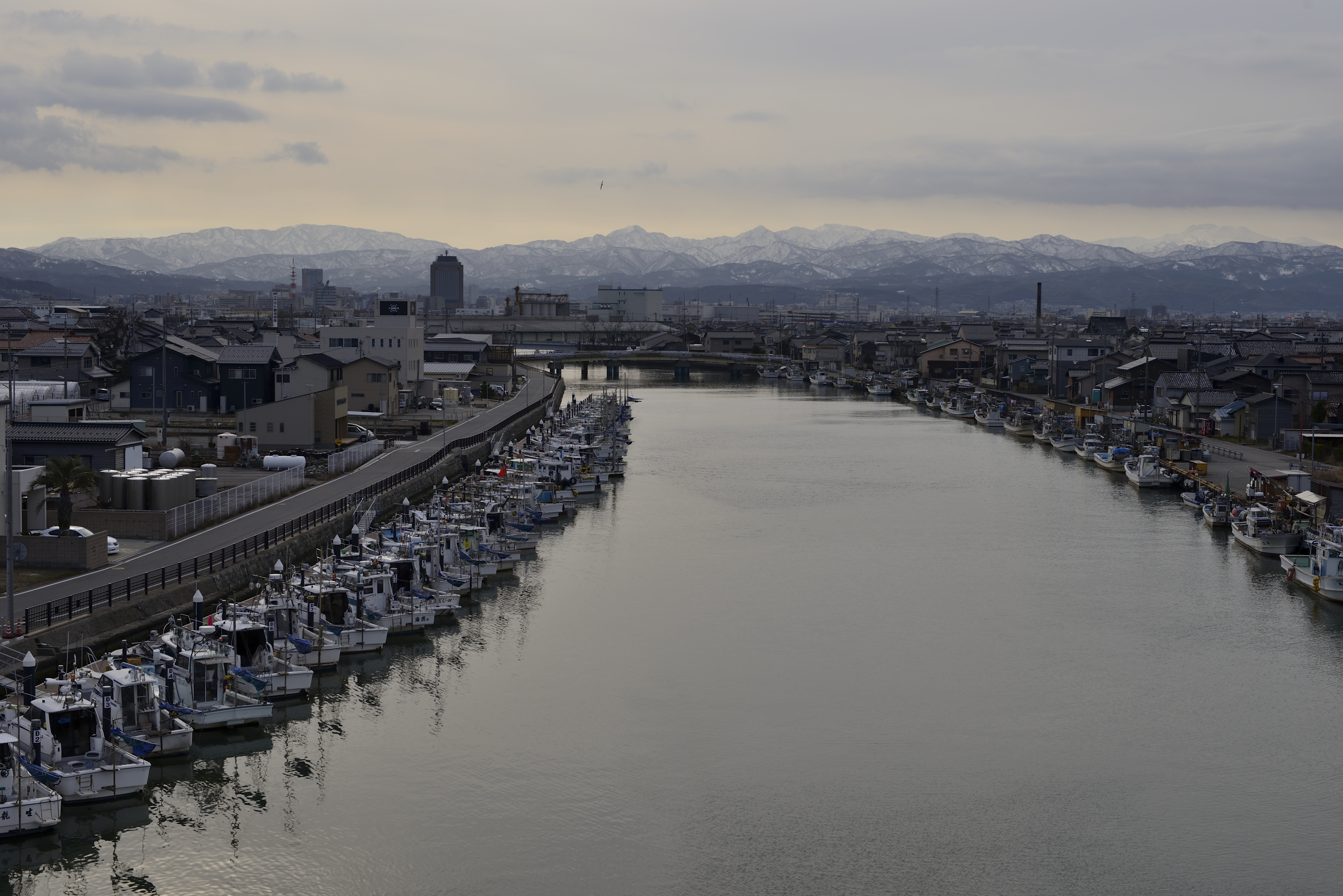
大野町の町並み

大野町（おおのまち）は、かつて石川県石川郡に存在した町。
1935年（昭和10年）に金沢市に編入合併し、金沢市の町名とった。本項では現在の金沢市大野町についても記述する。

## 地理
- 現在の金沢市北西部に位置しており、大野川河口の地域で日本海に面する港町である。西隣に隣接している宮腰（現在の金石地区）とともに北前船の寄港地で繁栄した地域であった。
- 元和年間に直江屋伊兵衛によって始められた醤油の生産地として知られる町で、江戸時代の醤油五大生産地（大野、銚子、野田、小豆島、竜野）のひとつでもある。
- 金沢市編入前の大野町は11の大字に分かれていたが、編入後は大野町が町名として継承された。また、編入後に11の町名は大野町1丁目から7丁目に再編された。

### 歴史
- 大野町の歴史は鎌倉時代に遡る。鎌倉期以降に存在した大野荘（荘園）が町名の由来となる。大野は加賀藩に町格への昇格申し続けて、1856年（安政3年）11月に宮腰町奉行の支配の下で大野村となる。
- 隣接する宮腰港は加賀藩の外港として優遇を受けていた状況下、大野港にも外港機能があり、大野村と宮腰町の間で利害が対立することが多かった。このような状況を見兼ねた加賀藩は宮腰町と大野村を地域として融合させようと1866年（慶応2年）に合併させた。新しい町名として「固いこと金石（きんせき）の交わり」（固い約束の意味）から金石（かないわ）を町名として採用した。宮腰地域が金石町本町（1889年に石川郡上金石町に名称を変更する。）、大野地域が金石町庄町（1889年に石川郡下金石町に名称を変更する。）となる。
- しかし、金石町庄町となった大野村は一般的には大野町と通用することが多く、金石は宮腰地域として認知された。そのため、下金石町では様々な不都合が生じるようになり、当時の石川県庁や明治政府に町名変更を請願した。その結果、1898年（明治31年）3月12日に下金石町（大野地域）は大野町と名称を変更する。

### 沿革
- 1856年（安政3年）11月 - 宮腰町奉行支配下となる。
- 1866年（慶応2年） - 宮腰町及び大野村が合併して、金石町が発足する（金石町庄町）。
- 1871年（明治4年）7月 - 廃藩置県により石川県金石町となる。
- 1889年（明治22年）4月1日 - 町村制の施行により、金石町庄町の区域をもって、石川郡下金石町が発足する。
- 1898年（明治31年）3月12日 - 下金石町から大野町に名称を変更する。
- 1923年（大正12年）8月22日 - 金石電気鉄道金石 - 大野港開業。
- 1935年（昭和10年）12月16日 - 潟津村、粟崎村、米丸村、富樫村、鞍月村及び大野町が金沢市に編入する。

## 金沢市大野町
- 現在の金沢市大野町は、金沢港の西側に位置する。江戸時代からの町並みが残っており、現在は金沢市のこまちなみ地域に指定されている。また、旧粟崎村に隣接する区域（大野川右岸）には石油備蓄基地が整備されている。大野町は2008年に公開された映画『しあわせのかおり』（中谷美紀主演、三原光尋監督）のロケ地にもなっている。

- 4丁目部分のみ金沢市内で唯一住居表示において丁目にカナや儒学用語が複合されており、4丁目、4丁目イ、4丁目ロ、4丁目ハ、4丁目ホ、4丁目ヘ、4丁目チ、4丁目リ、4丁目ル、4丁目ヲ、4丁目ワ、4丁目カ、4丁目レ、4丁目ソ、4丁目甲の15区画が存在する。

### 沿革
- 1935年（昭和10年）12月16日 - 金沢市に編入する。同日、庄町他10町を大野町1〜7丁目に再編する。
- 1970年（昭和45年）11月1日 - 金沢港開港。
- 1971年（昭和46年）12月16日 - 北陸鉄道金石線が全線で廃止。
- 1996年（平成8年）2月 - 金沢市のこまちなみ保存区域の指定を受ける。

### 旧町名
- 庄町
- 上野町
- 蓮池町
- 鍵町
- 茶筌町
- 船手町
- 幸町
- 湊川町
- 坂本町
- 稲荷町
- 亀齢町

### 世帯数と人口
2018年（平成30年）4月1日現在の世帯数と人口は以下の通りである。
| 丁目        | 世帯数  | 人口    |
| ----------- | ------- | ------- |
| 大野町1丁目 | 40世帯  | 88人    |
| 大野町2丁目 | 45世帯  | 123人   |
| 大野町3丁目 | 44世帯  | 100人   |
| 大野町4丁目 | 505世帯 | 1,280人 |
| 大野町5丁目 | 49世帯  | 111人   |
| 大野町6丁目 | 47世帯  | 127人   |
| 大野町7丁目 | 72世帯  | 177人   |
| 計          | 802世帯 | 2,006人 |

### 小・中学校の学区
市立小・中学校に通う場合、学区は以下の通りとなる。
| 丁目        | 番・番地等 | 小学校               | 中学校             |
| ----------- | ---------- | -------------------- | ------------------ |
| 大野町1丁目 | 全域       | 金沢市立大野町小学校 | 金沢市立金石中学校 |
| 大野町2丁目 | 全域       | 金沢市立大野町小学校 | 金沢市立金石中学校 |
| 大野町3丁目 | 全域       | 金沢市立大野町小学校 | 金沢市立金石中学校 |
| 大野町4丁目 | 全域       | 金沢市立大野町小学校 | 金沢市立金石中学校 |
| 大野町5丁目 | 全域       | 金沢市立大野町小学校 | 金沢市立金石中学校 |
| 大野町6丁目 | 全域       | 金沢市立大野町小学校 | 金沢市立金石中学校 |
| 大野町7丁目 | 全域       | 金沢市立大野町小学校 | 金沢市立金石中学校 |

### 周辺施設
名所・旧跡
- 大野灯台
- 大野日吉神社
- 石川県金沢港大野からくり記念館
- 大野お台場公園

産業

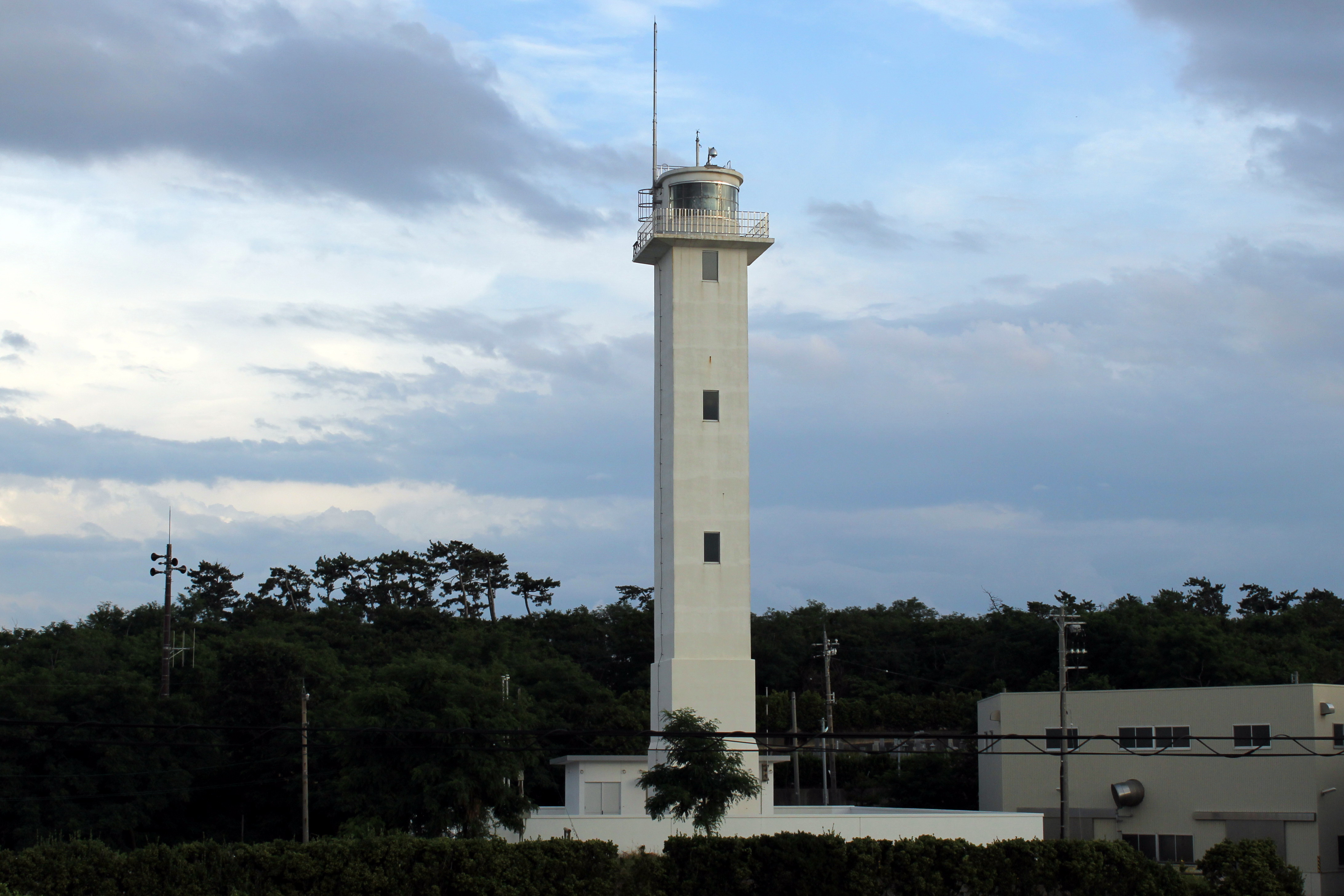
大野灯台

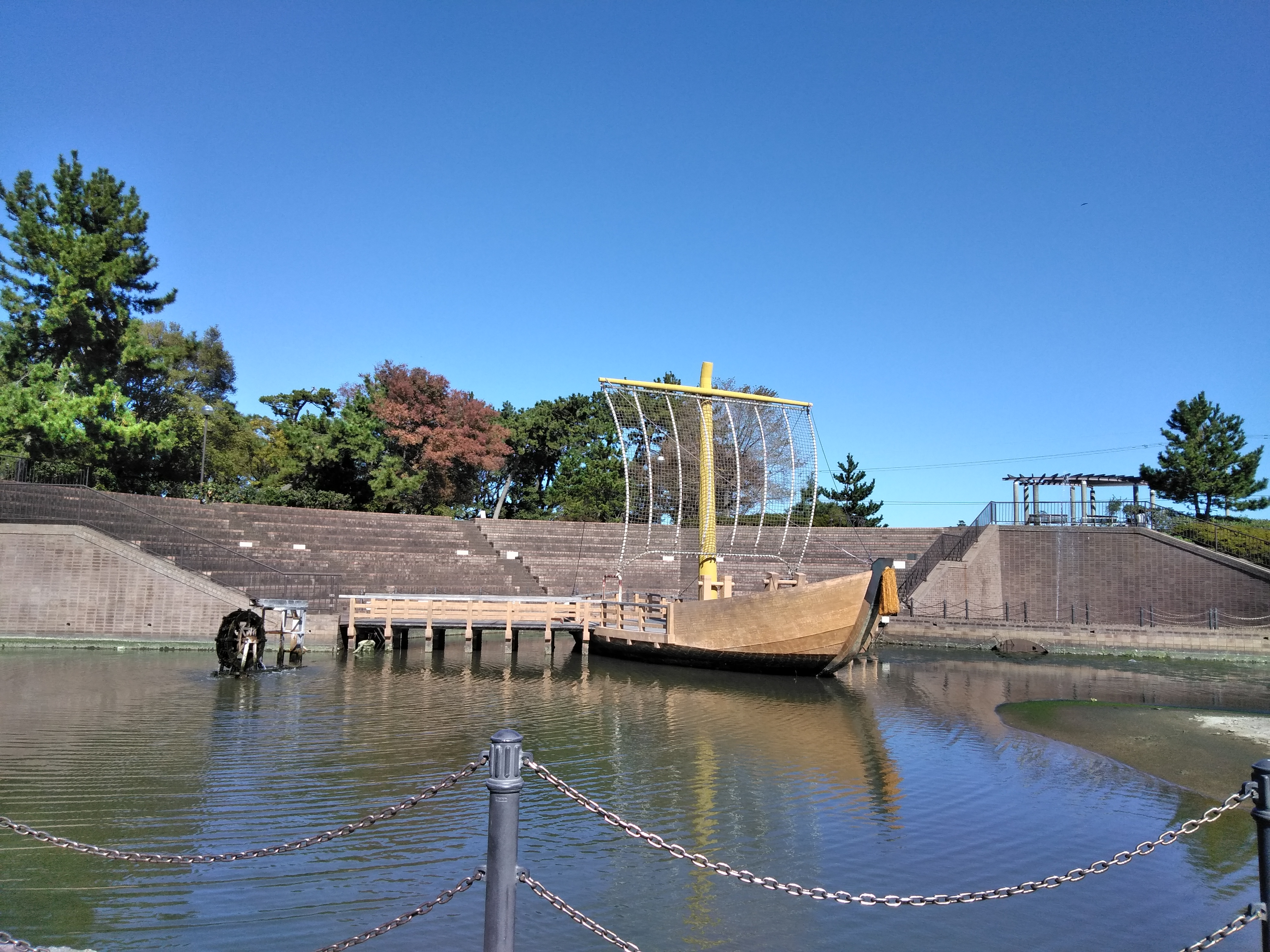
大野お台場公園

- ヤマト醤油味噌などの醤油の蔵元が大野町には多く残っている。

行政・教育
- 金沢西警察署大野町駐在所
- 金沢市金石消防署臨港出張所
- 国土交通省北陸地方整備局金沢港湾・空港整備事務所
- 金沢市立大野町小学校
- 金沢大野町郵便局

### 交通
鉄道（廃止路線）
- 北陸鉄道金石線 - 大野港駅

バス路線
- 北陸鉄道（北鉄バス） - 大野、大野港バス停